# Picherande
Picherande est une commune française située dans le département du Puy-de-Dôme, en région Auvergne-Rhône-Alpes.

## Géographie

### Localisation
La commune est arrosée par la Tarentaine et deux de ses affluents : le ruisseau de Taraffet et le ruisseau de l'Eau verte. Elle est bordée à l'est par le ruisseau de Clamouze, branche-mère de la Rhue. Sur son territoire se trouve le lac Chauvet, d'origine volcanique.
Picherande est limitrophe de six autres communes, dont Chambon-sur-Lac au nord-est, sur un peu plus de 200 mètres :
|                       | Chastreix                | Chambon-sur-Lac          |
| Saint-Donat           | Picherande               | Besse-et-Saint-Anastaise |
| Saint-Genès-Champespe | Égliseneuve-d'Entraigues |                          |

### Transports
La route départementale 203 est la principale route desservant le sud-ouest département, reliant La Tour-d'Auvergne à Besse-et-Saint-Anastaise. À plus d'un kilomètre à l'est du village, la D 614 continue vers le sud-ouest en direction de Saint-Genès-Champespe.
Le territoire communal est également desservi par les RD 128 (vers Égliseneuve-d'Entraigues) et 149 (vers Super-Besse par le col de la Geneste).

### Climat
Pour des articles plus généraux, voir Climat d'Auvergne-Rhône-Alpes et Climat du Puy-de-Dôme.
En 2010, le climat de la commune est de type climat de montagne, selon une étude du Centre national de la recherche scientifique s'appuyant sur une série de données couvrant la période 1971-2000. En 2020, Météo-France publie une typologie des climats de la France métropolitaine dans laquelle la commune est exposée à un climat de montagne ou de marges de montagne et est dans la région climatique Ouest et nord-ouest du Massif Central, caractérisée par une pluviométrie annuelle de 900 à 1 500 mm, maximale en automne et en hiver.
Pour la période 1971-2000, la température annuelle moyenne est de 7,4 °C, avec une amplitude thermique annuelle de 14,9 °C. Le cumul annuel moyen de précipitations est de 1 374 mm, avec 13,3 jours de précipitations en janvier et 9,4 jours en juillet. Pour la période 1991-2020, la température moyenne annuelle observée sur la station météorologique de Météo-France la plus proche, « Chastreix », sur la commune de Chastreix à 6 km à vol d'oiseau, est de 6,4 °C et le cumul annuel moyen de précipitations est de 1 607,3 mm,. Pour l'avenir, les paramètres climatiques de la commune estimés pour 2050 selon différents scénarios d'émission de gaz à effet de serre sont consultables sur un site dédié publié par Météo-France en novembre 2022.

## Urbanisme

### Typologie
Au 1er janvier 2024, Picherande est catégorisée commune rurale à habitat très dispersé, selon la nouvelle grille communale de densité à sept niveaux définie par l'Insee en 2022.
Elle est située hors unité urbaine et hors attraction des villes,.

### Occupation des sols
L'occupation des sols de la commune, telle qu'elle ressort de la base de données européenne d’occupation biophysique des sols Corine Land Cover (CLC), est marquée par l'importance des forêts et milieux semi-naturels (52,6 % en 2018), en augmentation par rapport à 1990 (36,1 %). La répartition détaillée en 2018 est la suivante : prairies (39,6 %), milieux à végétation arbustive et/ou herbacée (29,4 %), forêts (22,5 %), zones agricoles hétérogènes (4 %), zones humides intérieures (1,7 %), eaux continentales (1,2 %), zones urbanisées (1 %), espaces ouverts, sans ou avec peu de végétation (0,7 %). L'évolution de l’occupation des sols de la commune et de ses infrastructures peut être observée sur les différentes représentations cartographiques du territoire : la carte de Cassini (XVIIIe siècle), la carte d'état-major (1820-1866) et les cartes ou photos aériennes de l'IGN pour la période actuelle (1950 à aujourd'hui).

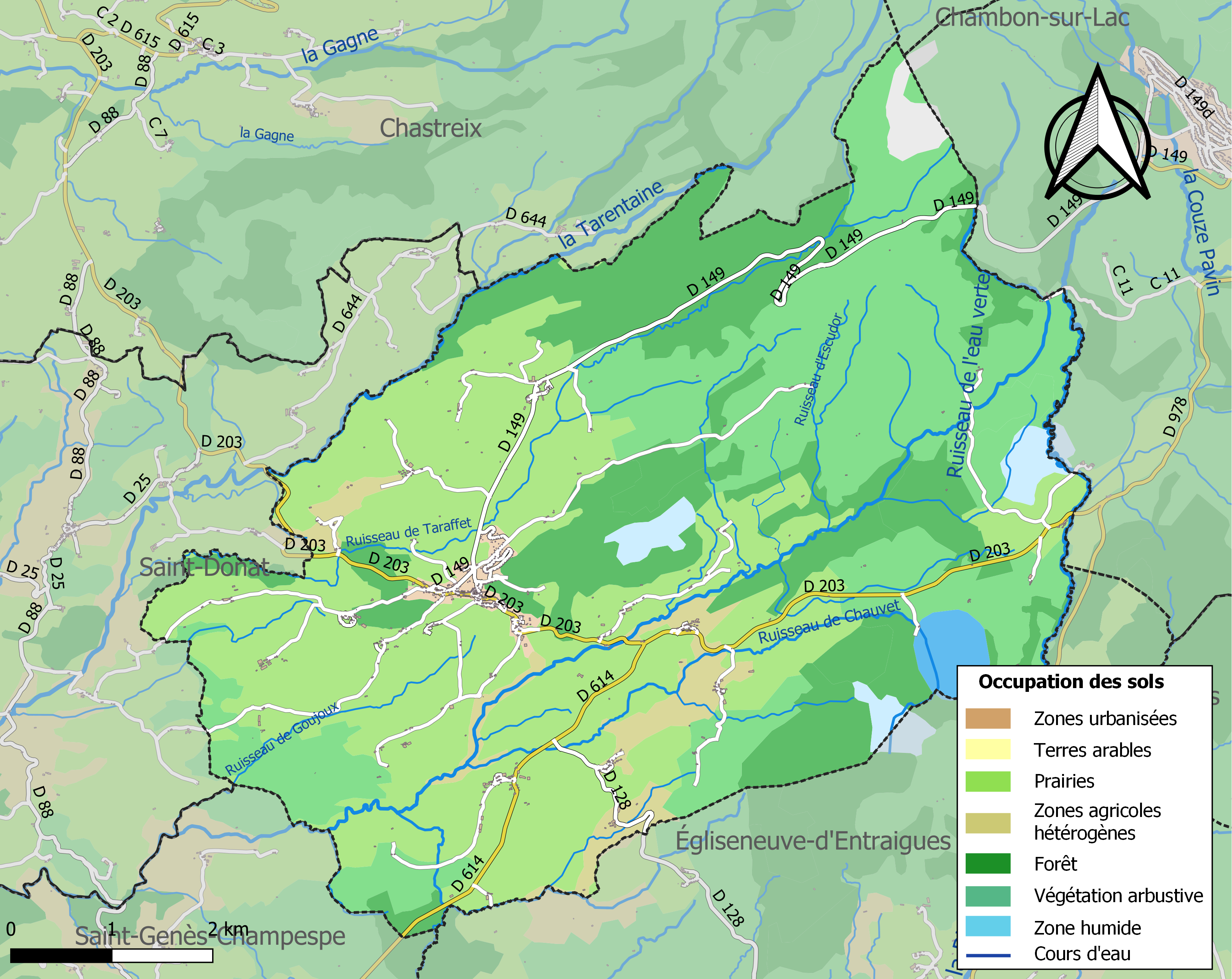
Carte des infrastructures et de l'occupation des sols de la commune en 2018 (CLC).

## Toponymie
En occitan, et plus particulièrement en nord-occitan, la commune se nomme Picharanda. Probablement un nom d'origine gauloise/celte,  le suffixe "rand" signifiant "frontière, limite". Exemple : Chamarande (Essonne) provient de "Cam-rand", le "chemin frontière" marquant la limite entre les territoires des tribus gauloises des Senons et des Parisii.

## Histoire
L'origine de Picherande remonte à l'époque celte (2e et 3e millénaire). L'étymologie relèverait de civilisation, «ERANDE» signifiant limite, frontière, et «PICH» faisant référence à pic, montagne. Le massif du Sancy était à l'époque la limite du pays arverne. Grouffaud est aussi le nom d'un hameau à Picherande. On pourrait avoir affaire au nom d'une ancienne famille d'origine germanique, variantes de formes commençant par Grif- (cf. Griffaut).

### Découpage territorial
La commune de Picherande est membre de la communauté de communes du Massif du Sancy, un établissement public de coopération intercommunale (EPCI) à fiscalité propre créé le 10 décembre 1999 dont le siège est au Mont-Dore. Ce dernier est par ailleurs membre d'autres groupements intercommunaux.
Sur le plan administratif, elle est rattachée à l'arrondissement d'Issoire, à la circonscription administrative de l'État du Puy-de-Dôme et à la région Auvergne-Rhône-Alpes. Jusqu'en mars 2015, elle faisait partie du canton de La Tour-d'Auvergne.
Sur le plan électoral, elle dépend du canton du Sancy pour l'élection des conseillers départementaux, depuis le redécoupage cantonal de 2014 entré en vigueur en 2015, et de la troisième circonscription du Puy-de-Dôme pour les élections législatives, depuis le dernier découpage électoral de 2010.

### Élections municipales et communautaires

#### Élections de 2020
Le conseil municipal de Picherande, commune de moins de 1 000 habitants, est élu au scrutin majoritaire plurinominal à deux tours avec candidatures isolées ou groupées et possibilité de panachage. Compte tenu de la population communale, le nombre de sièges à pourvoir lors des élections municipales de 2020 est de 11. La totalité des onze candidats en lice est élue dès le premier tour, le 15 mars 2020, avec un taux de participation de 73,43 %.

#### Chronologie des maires
| Période                       | Période                       | Identité                | Étiquette | Qualité                      |
| ----------------------------- | ----------------------------- | ----------------------- | --------- | ---------------------------- |
| 1800                          | 1809                          | Henri La Chassignolle   |           |                              |
| 1809                          | 1818                          | Georges Bapt            |           |                              |
| 1818                          | 1830                          | Henri La Chassignolle   |           |                              |
| 1830                          | 1846                          | Michel Papon            |           |                              |
| 1846                          | 1849                          | Pierre Andraud          |           |                              |
| 1849                          | 1850                          | Ignace Goigoux          |           |                              |
| 1850                          | 1865                          | Pierre Andraud          |           |                              |
| 1865                          | 1874                          | Jean Andraud            |           |                              |
| 1874                          | 1877                          | Pierre Falgoux          |           |                              |
| 1877                          | 1878                          | Jean Andraud            |           |                              |
| 1878                          | 1882                          | Julien Guérin           |           |                              |
| 1882                          | 1892                          | Jean Falgoux            |           |                              |
| 1892                          | 1896                          | Pierre Bernard          |           |                              |
| 1896                          | 1906                          | Pierre Félix Andraud    |           |                              |
| 1906                          | décembre 1919                 | Pierre Auguste Mazeyrat |           |                              |
| décembre 1919                 | mai 1929                      | Pierre Amblard          |           |                              |
| mai 1929                      | mai 1935                      | François Chabaud        |           |                              |
| mai 1935                      | octobre 1947                  | Clément Bernard         |           |                              |
| octobre 1947                  | novembre 1963                 | Marcel Verdier          |           |                              |
| novembre 1963                 | juin 1976                     | Germain Serre           |           |                              |
| juin 1976                     | mars 1977                     | Armand Bernard          |           |                              |
| mars 1977                     | mars 1983                     | Pierre Goigoux          |           |                              |
| mars 1983                     | mars 1989                     | Raymond Rouchon         |           |                              |
| mars 1989                     | juin 1995                     | Vincent Serre           |           |                              |
|                               |                               |                         |           |                              |
| mars 2001                     | mars 2008                     | Odette Gatignol         |           |                              |
| mars 2008                     | avril 2014                    | Paule Gardette          |           |                              |
| avril 2014                    | novembre 2017 (démission)     | Serge Chamoux           |           |                              |
| novembre 2017 (réélu en 2020) | En cours (au 14 juillet 2021) | Frédéric Echavidre,     |           | Conseiller technique sportif |

## Population et société

### Démographie
L'évolution du nombre d'habitants est connue à travers les recensements de la population effectués dans la commune depuis 1793. Pour les communes de moins de 10 000 habitants, une enquête de recensement portant sur toute la population est réalisée tous les cinq ans, les populations de référence des années intermédiaires étant quant à elles estimées par interpolation ou extrapolation. Pour la commune, le premier recensement exhaustif entrant dans le cadre du nouveau dispositif a été réalisé en 2004.

En 2022, la commune comptait 315 habitants, en évolution de −12,98 % par rapport à 2016 (Puy-de-Dôme : +2,1 %, France hors Mayotte : +2,11 %).
| 1793 | 1800 | 1806 | 1821 | 1831 | 1836 | 1841 | 1846 | 1851 |
| ---- | ---- | ---- | ---- | ---- | ---- | ---- | ---- | ---- |
| 749  | 888  | 822  | 815  | 743  | 830  | 923  | 923  | 982  |

| 1856  | 1861  | 1866  | 1872  | 1876  | 1881  | 1886  | 1891  | 1896  |
| ----- | ----- | ----- | ----- | ----- | ----- | ----- | ----- | ----- |
| 1 034 | 1 037 | 1 117 | 1 193 | 1 174 | 1 249 | 1 311 | 1 151 | 1 237 |

| 1901  | 1906  | 1911  | 1921  | 1926  | 1931  | 1936  | 1946 | 1954 |
| ----- | ----- | ----- | ----- | ----- | ----- | ----- | ---- | ---- |
| 1 287 | 1 320 | 1 329 | 1 187 | 1 069 | 1 010 | 1 004 | 837  | 740  |

| 1962 | 1968 | 1975 | 1982 | 1990 | 1999 | 2004 | 2006 | 2009 |
| ---- | ---- | ---- | ---- | ---- | ---- | ---- | ---- | ---- |
| 773  | 657  | 542  | 530  | 491  | 422  | 385  | 382  | 349  |

| 2014 | 2019 | 2022 | - | - | - | - | - | - |
| ---- | ---- | ---- | - | - | - | - | - | - |
| 349  | 318  | 315  | - | - | - | - | - | - |

### Enseignement
Picherande dépend de l'académie de Clermont-Ferrand. Elle gère l'école élémentaire publique Bois-Joli.
Hors dérogations à la carte scolaire, les collégiens se rendent au collège Sancy Artense à La Tour-d'Auvergne, et les lycéens à Clermont-Ferrand, au lycée Ambroise-Brugière pour les filières générales et STMG ou au lycée La-Fayette pour la filière STI2D.

## Culture locale et patrimoine

### Lieux et monuments
- Hormis pour son clocher, l'église Saint-Quintien, romane et gothique, est inscrite au titre des monuments historiques depuis 1971[28].
- Le lac Chauvet, lac d'origine volcanique, se trouve entièrement sur le territoire communal.

### Personnalités liées à la commune
- Michel Charasse, sénateur, puis membre du Conseil constitutionnel (23 février 2010).

### Lieu de tournage
La commune a accueilli, durant l'hiver enneigé de février 2015 et pendant trois semaines, le tournage du téléfilm L'Annonce, réalisé par Julie Lopes-Curval, et adaptation du roman éponyme de l'auteur Marie-Hélène Lafon, qui s'est rendue sur le lieu du tournage.